# 1771
1771 (MDCCLXXI) je bilo navadno leto, ki se je po gregorijanskem koledarju začelo na torek, po 11 dni počasnejšem julijanskem koledarju pa na soboto.

## Dogodki
- Štefan Küzmič je prevedel Novo Zavezo v prekmurščino, z naslovom Nouvi Zákon.

## Rojstva
- 13. april - Richard Trevithick,  britanski izumitelj in rudarski inženir  († 1833)
- 14. maj - Robert Owen, valižanski utopični socialist († 1858)
- 15. avgust - Walter Scott, škotski pisatelj († 1832)
- 11. september - Mungo Park, škotski zdravnik in raziskovalec († 1806)

## Smrti
- 6. november - John Bevis, angleški zdravnik, ljubiteljski astronom (* 1695)
- 26. december - Claude Adrien Helvétius, francoski razsvetljenski filozof in enciklopedist (* 1715)
- - Rupa Bhawani - indijska kašmirska pesnica in mistikinja (* 1681)